# Нерехта (приток Солоницы)
Не́рехта — река в России, протекает в Костромской и Ярославской областях по территории Нерехтского и Некрасовского районов, соответственно. Устье реки находится в 49 км по левому берегу реки Солоницы. Длина реки — 38 км, площадь водосборного бассейна — 306 км². В устье — одноимённый город.

## Данные водного реестра
По данным государственного водного реестра России относится к Верхневолжскому бассейновому округу, водохозяйственный участок реки — Волга от Рыбинского гидроузла до города Кострома, без реки Кострома от истока до водомерного поста у деревни Исады, речной подбассейн реки — Волга ниже Рыбинского водохранилища до впадения Оки. Речной бассейн реки — (Верхняя) Волга до Куйбышевского водохранилища (без бассейна Оки).
Код объекта в государственном водном реестре — 08010300212110000011382.

### Притоки (км от устья)
- 15 км: река Тега (пр)
- 32 км: река Лихута (лв)